# دنیشا بلک وود
دنیشا بلک وود (انگلیسی: Deneisha Blackwood؛ زادهٔ ۷ مارس ۱۹۹۷) بازیکن فوتبال اهل جامائیکا است.
از باشگاه‌هایی که در آن بازی کرده‌است می‌توان به باشگاه فوتبال اورلندو پراید اشاره کرد.
وی همچنین در تیم‌های ملی فوتبال Jamaica women's national under-17 football team و زنان جامائیکا بازی کرده‌است.